# Sydstaterne
|  | For Sydstaterne under den amerikanske borgerkrig, se Amerikas Konfødererede Stater |
Det sydlige USA også kendt som Sydstaterne eller i USA bare Syden (engelsk: the South) er en region, som dækker adskillige amerikanske delstater i det sydøstlige og syd-centrale USA. Ligesom andre amerikanske regioner er der mange forskellige definitioner af Sydstaterne, men Folketællingsbureauet inkluderer 16 delstater og desuden hovedstadsdistriktet Washington i deres definition.
Syden består af 16 delstater og havde en befolkning på 114.555.744 ved folketællingen i 2010. Regionen har et areal på 2.249.192 km2 og en befolkningstæthed på 50,9 indbyggere/km2. Sydstaterne er derfor 20,7 gange så stor som Danmark målt på befolkning og 53,0 gange så stor målt på areal.

## Geografi
Sydstaterne betød oprindeligt de delstater, der lå syd for Ohio-floden og den såkaldte Mason-Dixon line, hvilket nogenlunde svarede til den sydligste halvdel af landet. Som USA udvidede sig mod vest på grund af manifest destiny (en), kom mange nye delstater ind i Unionen. Selv om nogle af dem lå lige så sydligt som Sydstaterne, medregnes de ikke i de fleste definitioner af Sydstaterne.
Én underinddeling af Sydstaterne er "the Deep South (en)" og knyttes især til Alabama, Georgia, Louisiana, Mississippi og South Carolina. Nogle medregner også andre stater i denne fællesbetegnelse.

### Delstater
Folketællingsbureauet medregner hovedstadsdistriktet Washington og desuden 16 delstater i deres definition af Sydstaterne:

#### South Atlantic
- Delaware
- District of Columbia (hovedstadsdistrikt, ikke en stat)
- Georgia
- Florida
- Maryland
- Virginia
- West Virginia
- North Carolina
- South Carolina

#### East South Central
- Alabama
- Kentucky
- Mississippi
- Tennessee

#### West South Central
- Arkansas
- Louisiana
- Oklahoma
- Texas

### Forskellige definitioner
Som mange andre regioner i USA er der ikke universel enighed om hvor Sydstaternes grænser går. Derfor er der mange områder der kun inkluderes i nogle definitioner.
Selv om Florida er den sydligste delstat på det amerikanske fastland (kun Hawaii er sydligere), er dens inklusion som sydstat kontroversiel. Florida er historisk tæt forbundet med dens nabostater mod nord, men især Miami og resten af det sydlige Florida er med tiden blevet mere kulturelt forbundet med det nordøstlige USA og med landene i Caribien. Nordlige dele af delstaten er stadig sydlige af kultur, hvilket har ført til det floridianske ordsprog "the further north you go, the further south you get" ("jo længere du rejser mod nord, des længere kommer du mod syd").
Missouri blev historisk regnet for en sydstat, men er med tiden blevet mere forbundet med Midtvesten. Før Borgerkrigen var det en af slavestaterne. Slaveri var også lovligt før Borgerkrigen i Delaware, the District of Columbia, og Maryland, der også med tiden er blevet forbundet med en naboregion, i dette tilfælde Nordøsten.
Vestlige dele af Texas (se West Texas (en)), og i nogle definitioner hele delstaten, gruppes ofte sammen med de vestlige delstater i stedet. Det samme er i mindre grad også sandt for Oklahoma.

## Rolle i den Amerikanske Borgerkrig
I 1860 og 1861 løsrev en række af USA's delstater sig fra Unionen. De blev i første omgang selvstændige, men sluttede sig hurtigt sammen i Amerikas Konfødererede Stater (engelsk: the Confederate States of America, forkortet CSA).
South Carolina løsrev sig som den første delstat fra unionen den 20. december 1860, og Mississippi, Georgia, Alabama, Louisiana, Florida og Texas fulgte hurtigt efter. CSA blev etableret 1861 med Montgomery i Alabama som hovedstad og med USA's tidligere krigsminister Jefferson Davis som præsident. Senere sluttede også Virginia, Arkansas, North Carolina, og Tennessee sig til CSA. Kentucky og Missouri havde begge to regeringer, hvoraf en var loyal overfor Unionen og en overfor CSA.
Kort efter at Abraham Lincoln blev indsat som USA's præsident, udbrød den amerikanske borgerkrig, der i sidste ende førte til CSA's opløsning og medlemsstaternes genoptagelse i Unionen. Efter krigens afslutning afgjorde USAs Højesteret i sagen Texas v. White (en), at det ikke er lovligt for delstater at løsrive sig, og at CSA derfor aldrig eksisterede i det amerikanske retssystem.
Selv om borgerkrigen sluttede for over halvandet århundreder siden, er der stadig fjendskab mellem Norden og Syden. Således er selve betegnelsen borgerkrig (civil war) en betegnelse, der hovedsagelig anvendes i norden, mens man i Syden omtaler krigen som "krigen mellem staterne" (the War between the States) eller "den nordlige aggressions-krig" (the War of Northern Aggression).

## Fodnoter
1. 1 2  "Geographic Levels", census.gov, hentet 1. marts 2023
2. 1 2  "Census Regions and Divisions of the United States" (PDF), www2.census.gov
3. ↑  Danmark havde i 2010 en befolkning på 5.534.738, og har et areal på 42.434 km2.
4. ↑  "Artikel om ordsproget "the further north you go, the further south you get"". Arkiveret fra originalen 1. juli 2019. Hentet 3. december 2018.
5. ↑  Is Texas Southern, Western, or Truly a Lone Star?